# Танцевально-двигательная терапия
Танцева́льно-дви́гательная терапи́я (ТДТ) — направление психотерапии, в котором танец и движение используются как процесс, который способствует эмоциональной и физической интеграции индивида.

## История возникновения

### Предпосылки
Танец с древности был неотъемлемым атрибутом ритуалов, древних целительных практик и общинной жизни. В первобытном обществе он выполнял ряд важных социально-психологических функций:
- Сакральная (ритуальная) — танец как первичный символический язык человечества и естественный способ установления связи со священным.
- Коммуникативная — танец как способ для передачи знаний и кодификации общения между полами и первичными группами.
- Идентификационная — танец как способ сопричастности и признак принадлежности своему племени, без которого невозможно выживание.
- Экспрессивная— танец как игра и первое свободное самовыражение.
- Катарсическая (рекреационная) — танец как разрядка и способ снятия эмоционального и физического напряжения[2].

Несмотря на то, что целительные свойства танца были известны с первобытных времён, только в XX в. сформировались исторические предпосылки, которые обусловили возникновение и развитие ТДТ как отдельного направления психотерапии:
1. Появление психоаналитических школ, связанных с рассмотрением психики как сознательных и бессознательных процессов в онтогенезе человека (Психоанализ З. Фрейда, Индивидуальная психология А. Адлера, Аналитическая психология К. Г. Юнга)
2. Возникновение танца модерн, в котором подчёркивалась важность личного, экспрессивного самовыражения и возникла возможность обращения к темам бессознательного. Особый вклад внесли Айседора Дункан, Рудольф Лабан, Мэри Вигман. Ученики Р. Лабана и М. Вигман стали первыми танцевальными терапевтами.
3. Развитие учения В. Райха о мышечно-эмоциональных блоках и характерном панцире (появление телесно-ориентированной психотерапии). Райх считал, что невыраженные эмоциональные переживания не исчезают, а остаются в мышцах и «застревают» там в виде мышечных блоков. ТДТ обращается к пониманию психосоматических механизмов, сформулированных В. Райхом, но практически не использует его методы работы.[3][4]

### История развития ТДТ
Переход танца в терапевтическую модальность чаще всего связывают с именем американской преподавателя танца и танцовщицы Мэрион Чейз. Она заметила на своих классах личностные изменения студентов, которые интересовались больше выражением чувств в танце, чем самой техникой танца. И тогда Чейз стала больше обращаться к свободе движения, тем самым открыв психологические преимущества, которые предлагал танец. Сначала она работала с детьми и подростками в собственной студии и в специальных школах. Затем её работа произвела впечатление на психологов и психиатров, и к ней стали посылать пациентов.
В 1946 г. Чейз пригласили опробовать свои методы с госпитализированными психиатрическими больными в Больнице Св. Елизаветы города Вашингтон. Эту дату считают днём рождения танцевально-двигательной терапии. Чейз работала с регрессивными, неразговаривающими и психотическими больными. Пациенты, которые считались безнадёжными, смогли на танцтерапевтических сеансах включиться в групповое взаимодействие и научались выражать свои чувства, что далее позволяло им перейти к более традиционным вербальным видам психотерапии. Благодаря этому работа М. Чейз получила национальное признание.
В дальнейшем развитие её идей поддержали Мэри Уайтхаус, Бланш Эван, Труди Шуп, которые начали применять танец в качестве способа лечения людей с «военным неврозом» (ПТСР), а также нормальными и невротическими клиентами. Зачатки теории ТДТ и первые обучающие программы начали появляться только в конце 1950-х гг, поскольку большинство первых танцевальных терапевтов были профессиональными танцорами.
В 1966 году была учреждена Американская ассоциация танцевальной психотерапии (ADTA), и эту дату принято считать началом развития ТДТ как самостоятельной дисциплины.
В России танцевально-двигательная терапия появилась в 1990-е и изначально развивалась как вид групп личностного роста для взрослых и творческого развития для детей. В конце 1995 года в Москве образовалась Ассоциация танцевально-двигательной терапии, которая работает при активной поддержке Американской танцевально-терапевтической Ассоциации (ADTA), Европейской Ассоциации ТДТ и международной Ассоциации терапии творческим выражением (IEATA).
На данный момент ТДТ выделена в самостоятельное направление психотерапии. Значительно расширился круг её применения: начиная от разнообразных программ для взрослых (программы борьбы со стрессами, психотерапевтические программы, программы для беременных и проч.) и заканчивая программами для детей и подростков, семей, пожилых людей, а также пациентов, страдающих серьёзными заболеваниями (болезнь Паркинсона, аутизм, посттравматические расстройства, расстройствами питания и проч.).

## Описание метода
В своей работе танцевально-двигательные терапевты опираются на ряд принципов:
1. Тело и психика неразделимы и оказывают постоянное взаимное влияние друг на друга.
2. Танец — это коммуникация, которая осуществляется на трёх уровнях: с самим собой, с другими людьми и с миром.
3. Триада мысли-чувства-поведение — единое целое, и изменения в одном аспекте влекут изменения в двух других (принцип целостности).
4. Тело воспринимается как процесс, а не как предмет, объект или субъект.
5. Обращение к творческим ресурсам человека как к неиссякаемому источнику жизненной силы и созидательной энергии[3].

### Цели
1. Расширение сферы осознания собственного тела, его особенностей и возможностей.
2. Развитие глубинного доверия себе и повышение самооценки путём развития более положительного образа тела.
3. Совершенствование социальных умений в безопасном пространстве терапевтических отношений.
4. Интеграция внутреннего опыта — установление связи между чувствами, мыслями и движением.
5. Создание глубокого группового опыта[3][7].

## Виды танцевально-двигательной терапии
В танцтерапии можно выделить три группы подходов:
1. Клиническая танцевальная терапия — вспомогательный вид терапии, который используется в клиниках наряду с медикаментозным лечением и может длиться несколько лет. Она особенно эффективна для пациентов, имеющих нарушения речи и проблемы в межличностных коммуникациях. В таком виде танцтерапия существует с 1940-х гг.
2. Танцтерапия для людей с психологическими проблемами (танцевальная психотерапия) — ориентирована на решение конкретных запросов клиентов. Работа может проходить как в групповой, так и в индивидуальной формах и требует довольно много времени для достижения устойчивого результата. Чаще всего в этом подходе используются психодинамическая модель сознания (психоанализ) или подход аналитической психологии К. Г. Юнга.
3. Танцевально-двигательная терапия, осуществляемая в целях личностного развития, — это занятия для людей, которые не страдают от проблем, но хотят чего-то большего в своей жизни. В данном случае танец становится способом узнавания себя и своих особых индивидуальных качеств. Он помогает осознать скрытые истории тела, расширить представление о самом себе и найти новые способы самовыражения и взаимодействия с другими людьми.

Такое деление на группы достаточно условно, но оно отражает требования к образованию танцевального терапевта и реальные ограничения применения техник.
ТДТ всегда основывается на непосредственном опыте переживания, поэтому техники танцевальной психотерапии могут использоваться внутри разных направлений психотерапии:
- терапии эмоционального отреагирования;
- психоаналитической (глубинной) терапии;
- сценарной и ролевой терапии;
- экзистенциально-гуманистической терапии;
- трансперсональной терапии[2].

## Противопоказания для проведения танцевально-двигательной терапии
- актуальная продуктивная симптоматика;
- стойкие суицидальные тенденции;
- грубые поведенческие нарушения;
- деменция;
- заболевания, симптомы которых могут быть спровоцированы излишней физической активностью[8].